# Nyctimystes sanguinolenta
A Nyctimystes sanguinolenta  a kétéltűek (Amphibia) osztályának békák (Anura) rendjébe, a Pelodryadidae családba, azon belül a Pelodryadinae alcsaládba tartozó faj.

## Előfordulása
A faj Indonézia endemikus faja, az ország Papua tartományában honos. Természetes élőhelye a szubtrópusi vagy trópusi nedves síkvidéki erdők.